# Bazincourt-sur-Saulx
Bazincourt-sur-Saulx è un comune francese di 164 abitanti situato nel dipartimento della Mosa, nella regione del Grand Est.

## Società

### Evoluzione demografica
Abitanti censiti